# Günther Volz
Pour les articles homonymes, voir Volz.
Günther Volz est un légionnaire déserteur, d'origine autrichienne, aide couvreur, né en 1938 et exécuté le 16 décembre 1967 à la prison de Metz pour crime (viol suivi de meurtre) sur mineure.

## Biographie
Le 13 mars 1967, Volz est âgé de vingt-neuf ans, il se rend à Basse-Yutz en Moselle chez la famille Kintzinger dont Jean, le père est maçon. Volz souhaite rencontrer l'institutrice de l'école, mais ne sait pas où elle vit. Étant donné que Volz est une connaissance, madame Kintzinger demande à Solange, sa fille ainée âgée de neuf ans, d'accompagner Volz sur son cyclomoteur. Volz assomme Solange avec une pierre, la viole, puis l'étrangle et dissimule son cadavre sous des feuilles. Dans la soirée, Solange ne revenant pas, son père inquiet part à sa recherche, il croise Volz qui mange un sandwich tranquillement. Volz est arrêté valise à la main le lendemain par les douaniers, il avoue alors sans regrets.
Le général De Gaulle refuse de le gracier, car il a déserté de la Légion étrangère. Il est exécuté le 16 décembre 1967 à la prison de Metz, moins d'un an après son crime.